# Gianfranco Zilioli
Gianfranco Zilioli né le 5 mars 1990 à Clusone, est un coureur cycliste italien.

## Palmarès

### Palmarès amateur
- 2008
  - Giro della Castellania
  - 2e de Brescia-Monte Magno
- 2011
  - Coppa Città di San Daniele
- 2012
  - Bassano-Monte Grappa
  - Gran Premio Capodarco
  - 2e du Grand Prix de Poggiana
- 2013
  - Parme-La Spezia
  - Cronoscalata Gardone Val Trompia-Prati di Caregno
  - Giro delle Valli Aretine
  - Giro del Casentino
  - Cirié-Pian della Mussa
  - Giro delle Valli Cuneesi :
    - Classement général
    - 2e étape

  - Gran Premio Valdaso
  - 2e de la Freccia dei Vini
  - 3e du Gran Premio Capodarco
  - 3e du Tour de Lombardie amateurs

### Palmarès professionnel
- 2013
  - Grand Prix de l'industrie et du commerce de Prato

## Résultats sur les grands tours

### Tour d'Italie
2 participations
- 2015 : 71e
- 2016 : 118e

## Classements mondiaux
| Année           | 2011 | 2012 | 2013 | 2014 | 2015 |
| --------------- | ---- | ---- | ---- | ---- | ---- |
| UCI Asia Tour   |      |      |      | 247e |      |
| UCI Europe Tour | 917e | 145e | 58e  | 274e | 440e |